# Lo que inTeresa
Lo que inTeresa fue un programa de televisión emitido por la cadena española Antena 3 en el horario matinal de lunes a viernes, dirigido y presentado por María Teresa Campos.

## Historia
La presentadora del programa había sido contratada por Antena 3 un año y medio antes, tras ocho temporadas liderando la audiencia en la franja matinal de la cadena rival Telecinco para ocupar el mismo espacio. Sin embargo, el nuevo programa, llamado Cada día, no alcanzó los resultados previstos y fue cancelado en diciembre de 2005.
Con el nuevo año 2006, a Campos se le asignó renovar su espacio, acortando su duración en una hora y potenciando los contenidos de debate político y actualidad y reduciendo el tiempo dedicado a la crónica rosa. El programa pasó a llamarse Lo que inTeresa. Incluso se redujo en media hora su duración, pero sin efectos apreciables. Pese a ello, en sus primeras 49 ediciones el programa arrojó una cuota de pantalla de 14,9% (un 10% menos que su directo competidor El programa de Ana Rosa, de Telecinco), lo que llevó a los directivos de la cadena a anunciar en el mes de marzo la cancelación definitiva del espacio.

## Colaboradores
En este proyecto, Campos contó con varios de los profesionales que la había acompañado en el anterior programa, como Jesús Mariñas, Jaime Peñafiel, Rosa Villacastín, María Antonia Iglesias, Beatriz Cortázar, Isabel San Sebastián, Miguel Ángel Almodóvar, Ángel Expósito o María Eugenia Yagüe.